# كودي فاغاردو
كودي فاغاردو (بالإنجليزية: Cody Fajardo)‏ هو لاعب كرة قدم أمريكية ولاعب كرة قدم كندية أمريكي، ولد في 29 مارس 1992 في بري في الولايات المتحدة.